# Sonata en sol major (HWV 358)
La Sonata en sol major, HWV 358, fou composta per Georg Friedrich Händel en algun moment entre 1707 i 1710. No està especificat l'instrument solista i a l'acompanyament hi ha un teclat (clavicèmbal). L'obra està referenciada com a HHA iv/18,3. No hi ha cap referència en el catàleg HG (Händel-Gesellschaft). Forma part de les sonates Fitzwilliam.
Per una raó desconeguda, Händel no va indicar la instrumentació o les indicacions de tempo en els moviments. De fet, el manuscrit original ni tan sols esmenta que és una "sonata". Tot i que a la categorització de l'obra a IMSLP es relaciona amb el violí, la tessitura és aguda per a un violí, i no baixa del sol4 (que és una octava per sobre de la nota més baixa del violí). Per aquesta raó (tot i que el violí és l'instrument més probable), sovint es toca amb flauta dolça (recorder).
Una interpretació típica dura uns cinc minuts.

## Estructura
La sonata consta de tres moviments:
| Moviment | Caràcter | Notes |
| -------- | -------- | --- |
| 1        | Allegro  | Una melodia de semicorxeres que en tota la peça, gairebé com un estudi, amb molts canvis.                         |
| 2        | Adagio   | La part més rellevant, recollida, molt lenta i romàntica. Cal molt de vibrato.                                    |
| 3        | Allegro  | Hi ha quatre notes extremadament altes (que no s'adapten a l'harmonia que l'acompanya) cap al final del moviment. |